# 斯諾維角
斯諾維角（英語：Snowy Point），是南極洲的海岬，位於維多利亞地的斯科特海岸，處於冷藏山脈，由英國探險隊踏足和命名，現時由南極條約體系管理。